# Поляк, працюй повільно!

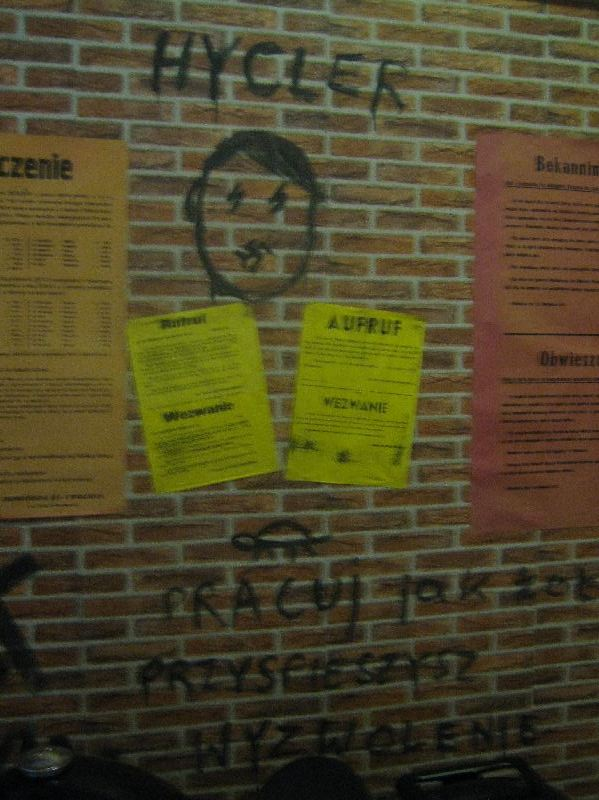

pPp, Поляк, працюй повільно! — графіті, яке, найчастіше у вигляді черепахи або літер pPp, що малювала з кінця 1941 року патріотична польська молодь на стінах та тротуарах під час окупації німцями польських земель у 1939—1945 роках. Ці черепахи повинні були закликати поляків (змушених працювати на благо окупанта) не проявляти ентузіазму в роботі. Вони також були символом саботажу в економіці та промисловості.
У рамках акції «Черепаха» було зроблено величезну кількість малюнків. Були, серед інших, гасла: «Для ворога працюй повільно», «Працюючи повільніше, ви пришвидшите кінець війни» або «Це черепаха. Рухайтесь, як вона, працюючи на німців».